# Durban-Corbières
Durban-Corbières település Franciaországban, Aude megyében. Lakosainak száma 644 fő (2022. január 1.). Durban-Corbières Albas, Cascastel-des-Corbières, Fontjoncouse, Fraissé-des-Corbières, Saint-Jean-de-Barrou, Villeneuve-les-Corbières és Villesèque-des-Corbières községekkel határos.

## Népesség
A település népességének változása:
| Lakosok száma | 686  | 525  | 673  | 681  | 659  | 645  | 649  | 654  | 651  | 644  |
|               | 1968 | 1982 | 1990 | 2006 | 2013 | 2015 | 2017 | 2019 | 2020 | 2022 |